# 自尊
自尊（英語：Self-esteem），或稱自我肯定，是個體對自身價值的主觀評價。自尊包括對自己的信念（例如，“我不被愛”、“我值得”）以及情緒狀態，例如勝利、絕望、驕傲和羞恥。Smith 和 Mackie 在2007年發表的論文中，將其定義為“自我概念是我們對自我的看法；自尊是對自我的正面或負面評價，就像我們對自我的感受一樣。”
自尊是一種引人關注的心理學概念，因為它可以預測某些結果，例如學業成績、幸福感、婚姻和人際關係的滿意度以及犯罪行為。自尊可以應用於特定屬性或全局。心理學家通常將自尊視為一種持久的人格特徵（自尊特質，英語：trait self-esteem），但也存在正常的短期變化（自尊狀態，英語：state self-esteem）。自尊的同義詞或近義詞包括：自我價值和自我完整性等。這是學術界之間有爭議的術語，因為有些人認為該概念不存在，並可透過外向性和內向性特徵水平來更好地衡量。喬丹·彼得森和阿爾伯特·埃利斯是批評該概念最著名的兩位心理學家。 

## 理論
許多早期的理論表明，自尊是人類的基本需求或動機。美國心理學家亞伯拉罕·馬斯洛 (Abraham Maslow) 將自尊納入了他的需求層次理論。他描述了兩種不同形式的“尊重”：以認可、成功和欽佩的形式獲得他人尊重的需要，以及以自愛、自信、技能或才能的形式獲得自尊的需要。來自他人的尊重被認為比內在的自尊更脆弱，更容易失去。馬斯洛認為，如果自尊需要得不到滿足，個體就會被迫去尋求它，而無法成長和獲得自我實現。馬斯洛還指出，最健康的自尊表達“是表現出我們對他人應得的尊重，而不是名聲、名聲和奉承”。現代自尊理論探索了人類有動力保持高度自尊的原因。社會計量理論認為，自尊的進化是為了檢查一個人在社會群體中的地位和接受程度。根據恐懼管理理論，自尊具有保護功能，可以減少對生死的焦慮。
卡爾·羅傑斯 (Carl Rogers) 是人本主義心理學的倡導者，他認為許多人的問題根源在於他們鄙視自己，認為自己一文不值，無法被愛。這就是為什麼羅傑斯相信無條件接受被治療者的重要性，當這樣做時，它可以提其自尊。在治療過程中，他無論如何都會給予積極的關注。事實上，自那時以來，自尊的概念在人本主義心理學中被視為每個人不可剝奪的權利，總結如下：
每個人，無一例外，就事實本身而言，都值得其他人無條件尊重；他值得尊重自己，也值得被尊重。

## 在當代社會情境中的生涯發展歷程
一個人的生活經歷是自尊如何發展的主要來源。在孩子生命的早期，父母對自尊有重大影響，可以被認為是孩子將擁有的積極和消極經歷的主要來源。父母無條件的愛幫助孩子建立穩定的被關心和尊重的感覺。隨著孩子長大，這些感覺會轉化為對自尊的後續影響。自尊心高的小學學生往往有民主的父母，他們是關心、支持孩子的成年人，他們為孩子設定明確的標準，並允許他們在決策中表達自己的意見。
儘管迄今為止的研究僅報告了溫暖、支持性的養育方式（主要是權威和寬容）與具有高自尊的孩子之間的相關性，但這些養育方式很容易被認為對自尊發展具有某種因果關係。有助於健康自尊的童年經歷包括被傾聽、被尊重地說話、獲得適當的關注和喜愛、成就被承認、錯誤或失敗被承認和接受。導致低自尊的經歷包括受到嚴厲批評、身體、性或情感虐待、被忽視、嘲笑或戲弄，或一直被期望“完美”。
在學齡期，學業成就是自尊發展的重要因素。持續取得成功或持續失敗將對學生的個人自尊產生強烈影響。但是，學生在學校期間也可能會感到自卑。例如，他們可能沒有學業成就，或者他們生活在校外的麻煩環境中。像前面提到的問題，會導致青少年懷疑自己。社交經歷是另一個影響自尊的重要因素。隨著孩子們上學，他們開始理解和認識到自己和同學之間的差異。通過社會比較，孩子們可以評估他們在不同活動中的表現是比同學好還是差。這些比較在塑造孩子的自尊心和影響他們對自己的正面或負面感受方面發揮著重要作用。隨著孩子們進入青春期，同伴的影響變得更加重要。青少年根據與親密朋友的關係來評價自己。朋友之間的成功關係對於兒童高度自尊的發展非常重要。社會接受帶來自信並產生高自尊，而來自同齡人和孤獨的拒絕帶來自我懷疑並產生低自尊。
青春期表現出自尊的增加，並在青年和中年繼續增加。從中年到老年會出現減少，對於它是小還是大的減少有不同的發現。變異的原因可能是由於老年時的健康、認知能力和社會經濟地位的差異。男性和女性在自尊的發展方面沒有發現差異。多項隊列研究表明，由於教育中的成績膨脹或社交媒體的存在等社會變化，幾代人之間自尊的生命週期軌跡沒有差異。
高水平的掌握、低風險和更好的健康是預測更高自尊的方法。在性格方面，情緒穩定、外向、有責任心的人會有更高的自尊。這些預測因素向我們展示了自尊具有類似特質的品質，可以隨著時間的推移保持穩定，如個性和智力。然而，這並不意味著它不能改變。在當代美國社會，西班牙裔青少年的自尊心比黑人和白人同齡人略低，但到 30 歲時會略高。與白人相比，非洲裔美國人在青春期和青年時期的自尊心增長得更快。然而，到了老年，他們的自尊心下降得更快。

## 種類

### 高度自尊
擁有健康自尊水平的人：
- 堅信某些價值觀和原則，即使遇到反對，也準備捍衛它們，感到足夠安全，可以根據經驗修改它們。[12]
- 能夠按照他們認為的最佳選擇行事，相信自己的判斷，當別人不喜歡他們的選擇時不會感到內疚。[12]
- 不要浪費時間過度擔心過去發生的事情，也不要擔心未來可能發生的事情。他們從過去學習併計劃未來，但盡情投入地活在當下。[12]
- 完全相信自己解決問題的能力，在失敗和困難之後不會猶豫。他們在需要時向他人尋求幫助。[12]
- 認為自己在尊嚴上與他人平等，而不是低人一等，同時接受某些才能、個人聲望或經濟地位的差異。[12]
- 了解他們對他人來說是一個有趣且有價值的人，至少對與他們有友誼的人來說是這樣。[12]
- 抵制操縱，只有在看起來合適和方便的情況下才與他人合作。[12]
- 承認並接受不同的內在感受和驅動力，無論是積極的還是消極的，只有在他們選擇時才會向他人展示這些驅動力。[12]
- 能夠享受各種各樣的活動。[12]
- 對他人的感受和需要很敏感；尊重普遍接受的社會規則，不主張以犧牲他人為代價而繁榮的權利或願望。[12]
- 當挑戰出現時，可以努力尋找解決方案並表達不滿，而不會貶低自己或他人。[28]

### 安全與防禦
一個人可以擁有高自尊並自信地保持自尊，而他們不需要其他人的保證來保持積極的自我看法，而其他具有防禦性高自尊的人可能仍會在羅森伯格量表（Rosenberg self-esteem scale，縮寫作RSES）上報告積極的自我評價，因為所有高自尊的人會這樣做；然而，他們積極的自我看法是脆弱的，容易受到批評。防禦性高自尊的人會將潛意識的自我懷疑和不安全感內化，導致他們對可能收到的任何批評做出非常消極的反應。這些人需要不斷地從他人那裡得到積極的反饋，以保持他們的自我價值感。反覆表揚的必要性可能與自負、傲慢的行為有關，有時甚至與對質疑個人自我價值的任何人的攻擊性和敵意情緒有關，這是受威脅的自負的一個例子。
《教育心理學期刊》進行了一項研究，他們使用了 383 名馬來西亞本科生參與五所公立大學的工作綜合學習 (WIL) 課程的樣本，以測試自尊與其他心理屬性之間的關係，例如自我效能感和自我-信心。結果表明，自尊與自信心和自我效能感呈顯著正相關，因為自尊高的學生在大學的表現優於自尊低的學生。結論是高等教育機構和雇主應該強調本科生自尊發展的重要性。

### 內隱、外顯、自戀和威脅的自我主義
內隱自尊是指一個人以一種自發的、自動的或無意識的方式積極或消極地評價自己的傾向。它與外顯自尊形成對比，外顯自尊需要更有意識和反思的自我評價。外顯自尊和內隱自尊都是自尊的亞型。
自戀是人們可能具有的一種性格，代表對自己的過度愛。它的特點是誇大了自我價值。在自戀測量（Robert Raskin發想出的40項是非測試題）中得分高的個人可能會選擇對諸如“如果我統治世界，世界會變得更好”這樣的陳述是正確的。自戀和自尊之間只有中等程度的相關性；也就是說，一個人可以有高自尊但低自戀，也可以是一個自負、令人討厭的人，具有高自尊和高自戀。
受威脅的自我主義（英語：egotism）的特徵是對威脅自戀者自我的批評的回應；他們經常以敵對和侵略性的方式作出反應。

### 低自尊的表現
低自尊可能由多種因素引起，包括遺傳因素、外貌或體重、心理健康問題、社會經濟地位、重大的情感（負面）經歷、社會污名、同輩壓力或欺凌。
自尊心低的人可能會表現出以下一些特徵：
- 強烈的自我批評和不滿。[12]
- 對批評的過度敏感，對批評的怨恨和被攻擊的感覺。[12]
- 長期的優柔寡斷和對錯誤的過度恐懼。[12]
- 過分取悅和不願取悅任何請願者的意願。[12]
- 完美主義，當沒有達到完美時會導致沮喪。[12]
- 神經質的內疚，沉迷於或誇大過去錯誤的嚴重程度。[12]
- 沒有任何近因的漂浮的敵意和普遍的防禦性和易怒。[12]
- 悲觀情緒和普遍的消極前景。[12]
- 嫉妒、反感或普遍的怨恨。[12]
- 將暫時的挫折視為永久性的、無法忍受的情況。[28]

低自尊的人往往對自己很挑剔。有些人在評估自我價值時依賴於他人的認可和讚揚。其他人可能會根據成功來衡量他們的討人喜歡程度：如果成功，其他人會接受自己，但如果失敗則不會。患有慢性低自尊的人患精神障礙的風險更高；這種行為也與形成精神病症狀密切相關。

#### 療法
元認知療法（英語：Metacognitive therapy，縮寫作MCT）、EMDR 技術、正念認知療法（英語：Mindfulness-based cognitive therapy，縮寫作MBCT）、理性情緒行為療法（英語：Rational emotive behavior therapy，縮寫作REBT）、認知行為療法，以及特質和建構療法（英語：trait and construct therapies）已被證明可以提高被治療者的自尊。

### 特定領域的自尊
自尊涉及個人如何整體評價自己，而特定領域的自尊方面則涉及他們如何在各種相關的生活領域中評價自己。 自尊的這種功能上不同的方面可能包括社會、情感、身體相關、學校表現相關和創意藝術領域的自我評價。
已發現它們可以預測與心理功能、健康、教育和工作相關的結果。例如，社會領域的低自尊（即自我感知的社會能力）已被反覆確定為欺凌受害的風險因素。

## 重要性
亞伯拉罕·馬斯洛 (Abraham Maslow) 指出，除非人的本質核心被他人和自己從根本上接受、愛戴和尊重，否則心理健康是不可能的。自尊讓人們更加自信、仁慈、樂觀地面對生活，從而輕鬆實現目標和自我實現。
自尊可能會讓人們相信他們應該得到幸福。理解這一點是基本的，也是普遍有益的，因為積極自尊的發展提高了以尊重、仁慈和善意對待他人的能力，從而有利於豐富的人際關係並避免破壞性的人際關係。對於埃里希·弗洛姆 (Erich Fromm) 而言，愛他人和愛自己是不可替代的。相反，在所有有能力愛他人的人身上，都會發現一種愛自己的態度。自尊允許工作場所的創造力，並且是教師職業的一個特別關鍵的條件。
José-Vicente Bonet 聲稱自尊的重要性是顯而易見的，因為缺乏自尊並不是失去他人的尊重，而是自我拒絕。博內特聲稱這對應於重度抑鬱症。弗洛伊德還聲稱，抑鬱症患者“自尊心顯著下降，自我嚴重衰落......他失去了自尊”。
《日惹原則》是一份關於國際人權法的文件，它致力於處理對 LGBT 人群的歧視態度，這種態度使他們的自尊心低落，容易受到侵犯人權的侵害，包括人口販賣。世界衛生組織在 2000 年出版的《預防自殺》中建議，加強學生的自尊對於保護兒童和青少年免受精神困擾和沮喪，使他們能夠充分應對困難和壓力的生活狀況非常重要。
除了增加幸福感之外，眾所周知，與自尊心低的人相比，更高的自尊與更好的應對壓力的能力和承擔艱鉅任務的可能性有關。

## 批評與爭議

### 錯誤嘗試
對於自尊心低的人，任何積極的刺激都會暫時提升自尊。 因此，財產、性、成功或外貌都會產生自尊的發展，但這種發展充其量只是短暫的。這種通過積極刺激提高自尊的嘗試會產生“繁榮或蕭條”的模式。 “讚美和積極的反饋”會產生推動作用，但缺乏這種反饋會導致破產。 對於一個“自尊是有條件的”的人來說，不是“成功特別甜”，而是“失敗是特別苦”。

## 積極與自尊
傳統上把積極、主動、勇敢、情緒經歷短暫（即俗稱的神經大條，這種特質較不容易陷入負向情緒的困擾中，具備這種特質的人基本上就是樂觀的人）、甚至是攻擊性強等特質視為高自尊，與以上相反的特質則直接歸類為低自尊。但這樣的歸類方式事實上十分武斷。可能這種分類只適用於某些社會發展狀態，例如像二十世紀上半葉，國際間戰亂不斷的社會環境。也可以說，當時對人類心理狀態的研究只能從過去人類的行為歸納，如果社會發展到現今狀態，這些歸納出來的理論往往已經不合用。
當今不論是心理學還是企業管理界，一般的說法仍相信，自尊與社會化、人際間的活躍度有關。高自尊的人會做出對社會有助益的行為，且能從其中發現自己的價值；而低自尊的人無法信任社會和群體，因而或離群索居、或做出暴力破壞者都有（有些人會將離群索居跟內向混淆，事實上內向或外向與自尊強度是無關的）。
有分外在和內在，外在是指在與人相處時、能主動的和人互動、建立關係；能適當的表達自己的感受、想法和需要；敢於提出請求、拒絕不合理的要求；能維護或爭取自己該有的權益；能適當的表達正向或負向情緒；能適時的表達自己的想法、堅守自己的立場和原則等。內在指個人如何看待或對待自己，是否能以正向或積極的角度來看自己，這會決定對自己好壞的評價和信心的程度。一個自我肯定的人，對外能表現肯定的行為，對內能對自己採肯定的態度，而形成正向的自我意像或概念，對自己也會有較高的滿意度。

## 自我感覺良好
『自我感覺良好』這個詞，是「安於現狀、自我滿足」的意思，經常被用於負面形容。美國某大學2005年做的一項全球自尊調查裡將“自尊”定義為「自我能力和自我喜愛程度」，不免是將自尊誤解為自我感覺的良好。相關的概念更適合用自戀描述。

## 參看
- 身體意象
- 詹代法則
- 身份認同
- 傲慢
- 鄧寧-克魯格效應
- 進食障礙
- 重性憂鬱疾患
- 樂觀偏誤
- 自我意像
- 社交焦慮
- 社交恐懼症
- 自我提升
- 性積極運動